# Saab 92
De Saab 92 (niet te verwarren met de Saab 9-2X) is een auto gemaakt door Saab. Het ontwerp was bijzonder aerodynamisch voor die tijd en de Cw was 0,30 (hetzelfde als van een Porsche 996 en lager dan van een Ferrari F40). Productie begon op 12 december 1949, gebaseerd op het prototype Saab 92001. Alle exemplaren waren de deluxe-versie. Er was geadverteerd met een standaard versie, maar niemand was daarin geïnteresseerd, dus er werden nooit standaard modellen gemaakt.
De motor was een dwarsgeplaatste watergekoelde tweecilinder-tweetakt-lijnmotor met 764 cc en 25 pk (19 kW) gebaseerd op de DKW-motor. De topsnelheid was 105 km/u. De transmissie had drie versnellingen waarvan de eerste niet gesynchroniseerd. Om problemen met smering te voorkomen bij gas loslaten werd een vrijloop toegepast. De wielophanging werkte met torsiestangen.
Alle vroege Saab 92s waren donkergroen, gelijkend op British Racing Green. Volgens sommige bronnen had Saab een overschot aan groene legerverf uit de oorlogsproductie van vliegtuigen.
De rallygeschiedenis van Saab begon al twee weken nadat de 92 uitkwam, toen SAAB's hoofdontwerper, Rolf Mellde, meedeed aan de Zweden Rally en als tweede finishte in zijn klasse.
Slechts 700 exemplaren werden gemaakt in 1950. In 1951 werden de Duitse VDO-instrumenten vervangen door Amerikaanse van Stewart-Warner.
De Saab 93 werd geïntroduceerd in december 1955, maar zowel de 92B en 93 werden een tijdje tegelijkertijd gemaakt. De laatste 92 werd gebouwd laat 1956/vroeg 1957. Twee nieuwe kleuren grijs-groen en beige waren leverbaar. In totaal werden 20.128 Saab 92s gemaakt.
De Saab 92 komt voor op een Zweedse postzegel.

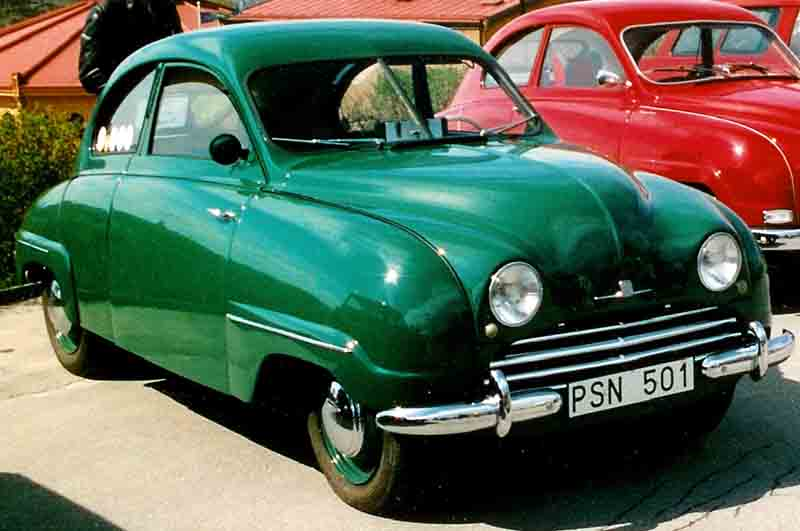
SAAB 92 De Luxe 1951
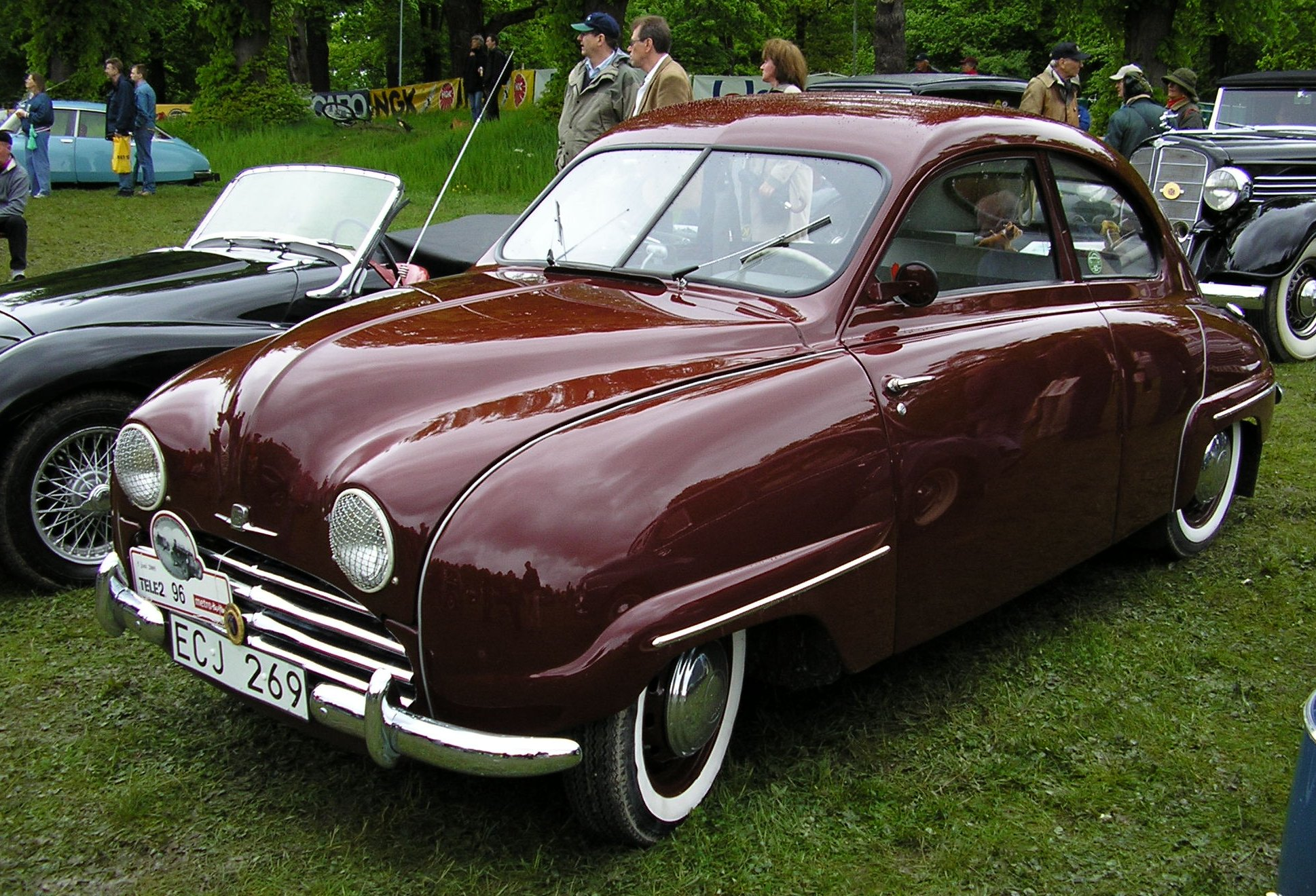
1955 Saab 92B
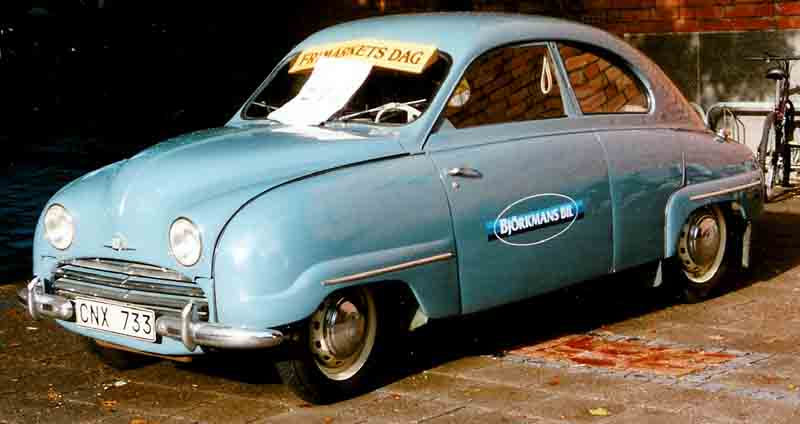
SAAB 92 B De Luxe 1954
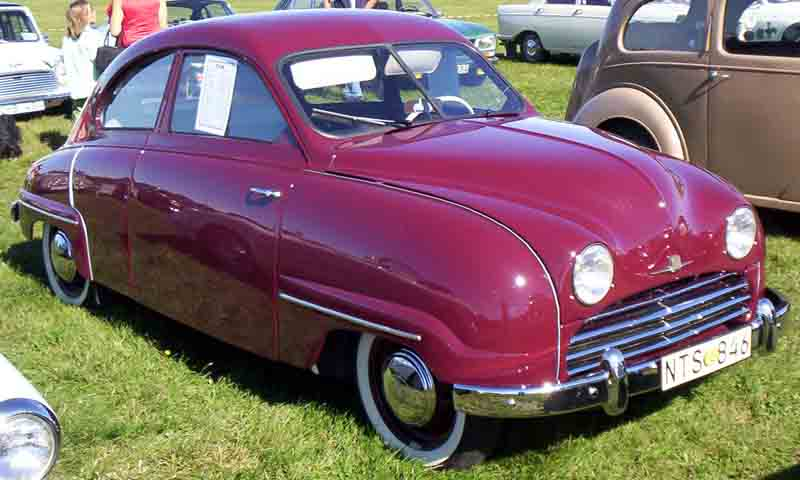
SAAB 92 B De Luxe 1956
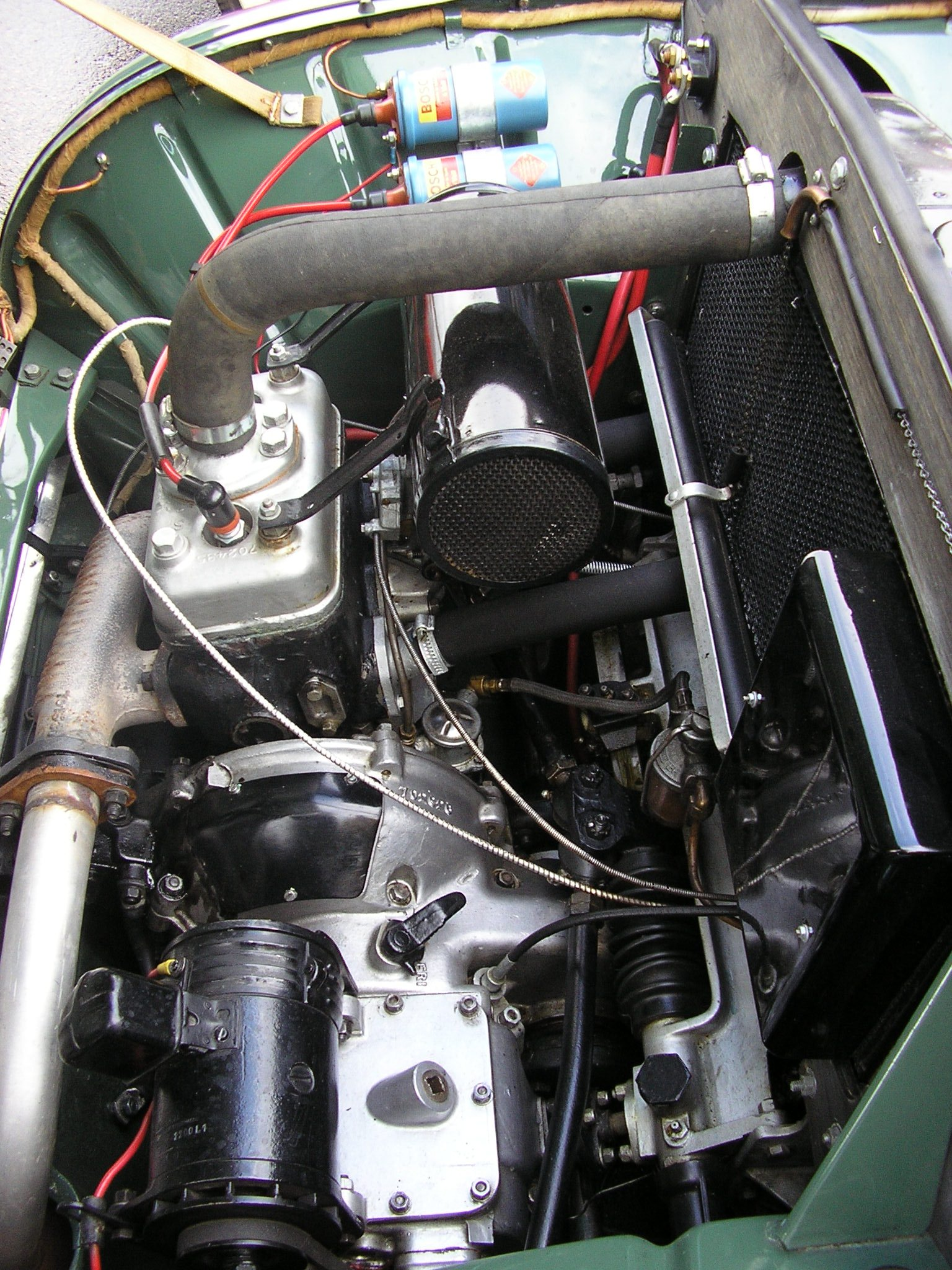
2 cilinder-2 taktmotor in een Saab 92